# 쥬얼 팟
쥬얼 팟(Jewel Pod, ジュエルポッド, Jueru Poddo)는 쥬얼 펫 트윙클 애니메이션 시리즈에 처음 등장하는 쥬얼펫이 사용하는 터치 스크린과 같은 장치이다. 쥬얼 팟은 프랜차이즈의 주요 요소가 되면서 2010년 세가 토이즈에서 대화형 장난감으로 제작되었다.

## 설명
쥬얼 팟은 터치 스크린 개념을 사용하는 애플의 아이폰에서 대략적으로 영감을 받았다. 쥬얼 팟의 첫 번째 버전은 2010년 산리오와 세가 토이즈에서 처음 출시되었으며 특정 동작으로 화면을 터치하여 문자를 입력하는 통신 목적으로만 사용된다. 첫 번째 버전은 두 가지 색상으로만 제공된다. 루비의 음성을 사용한 빨간색 버전과 라브라의 음성을 사용한 2011년에 출시된 흰색 버전이다. 쥬얼 팟 크리스탈이라는 쥬얼펫 선샤인(Jewelpet Sunshine)의 출시에 맞춰 같은 해에 두 번째 버전도 출시되었다. 크리스탈 변형에는 미니게임, 운세 및 향상된 메시징 기능과 같은 첫 번째 버전보다 더 많은 플레이 기능이 포함되어 있다. 쥬얼 팟 크리스탈 플러스라는 개선된 버전이 2012년에 출시되었다.
세 번째이자 현재의 쥬얼 팟는 쥬얼 팟 다이아몬드라고 불리는 2012년에 출시되었다. 다이아몬드는 크리스탈 플러스의 기능을 유지하면서 카메라 및 SD 카드 슬롯과 같은 새로운 기능도 추가한다. 쥬얼 뮤직 팟이라는 네 번째 화신은 2013년 4월에 출시되고 쥬얼 팟 다이아몬드 프리미엄은 2013년 7월에 출시된다.